# Àliga de Plaer
Àliga de Plaer, també anomenada Hayne Hudjihini en chiwere (n. c. 1795 - m. 1822), fou una de les cinc esposes del cap Shaumonekusse dels otoe en el primer quart del segle xix. Vivia a l'actual Nebraska.
En 1822 va acompanyar al seu marit amb una delegació dels caps indis a Washington, DC, on es van reunir amb James Monroe, el president dels Estats Units. Ella va ser descrita pels que la va conèixer com bonica i encantadora. El comissionat per la Bureau of Indian Affairs (BIA) Charles Bird King va pintar retrats de Hudjihini i Shaumonekusse.
Poc després de la seva visita, Hudjihini va morir de xarampió, probablement el va contreure durant els seus viatges.
Quan el cap Mahaska de la tribu Ioway va veure el retrat d'Àliga de Plaer a l'hivern de 1836-1837 en una visita a Washington DC, estava segur que ella era la seva mare. No obstant això, a la galeria del mateix King, penjava una còpia del retrat d'Àliga de Plaer al costat del retrat de Rantchewaime (Coloma Volant), la seva mare, que va reconèixer pel seu ventall. Va resultar que Mahaska estava equivocat perquè la seva mare, que havia mort quan ell tenia quatre anys, havia estat veïna i amiga íntima d'Àliga de Plaer. Les dues dones sovint s'havien vestit amb colors similars, i es trenaven el cabell de la mateixa manera. La còpia del retrat d'Aliga de Plaer havia afegit la taca blava al front, marca de la reialesa, que el va ajudar a dir-li que les dues dones eren diferents. Es van fer arranjaments per enviar còpies de les pintures a Cap Mahaska i a Shaumonekusse, que estaven contents de tenir una pintura de la seva mare i esposa, respectivament.
Tot i que el retrat original d'Àliga de Plaer va ser destruït en un incendi al Smithsonian Institution en 1865, un mecenes va donar una còpia personal de King a la Casa Blanca el 1962. El retrat ara penja a la Biblioteca de la Casa Blanca.